# Куртинська балка
Куртинська балка, Курти, Курт (крим. Qurt) — річка в Україні, на Кримському півострові. Права притока Су-Індолу (басейн Чорного моря).

## Опис
Довжина річки приблизно 11,69 км, найкоротша відстань між витоком і гирлом — 9,59 км, коефіцієнт звивистості річки — 1,22 . Річка формується декількома безіменними струмками та 2 джерелами біля витоку.

## Розташування
Бере початок на північно-східний схилах гори Кікушлу-Оба Головного пасма Кримських гір. Спочатку тече на південний, потім на північний схід через урочище Ескі-Юрт, понад горою Ериклін, між горами Тремен-Оба та Кагарлик. Далі тече через село Курське (до 1945 — Кишлав, крим. Qışlav, рос. Курское) і впадає у річку Су-Індол, ліву притоку Мокрого Індолу.
Населені пункти вздовж берегової смуги: Опитне.

## Цікавий факт
- На південно-західній околиці Курське річку перетинає автошлях Р23 (автомобільний шлях регіонального значення на території України, Сімферополь — Феодосія.